# Mobeetie (Texas)
Mobeetie es una ciudad situada en el condado de Wheeler, Texas, Estados Unidos. Tiene una población estimada, a mediados de 2023, de 84 habitantes.

## Geografía
La localidad está ubicada en las coordenadas 35°32′1″N 100°26′29″O / 35.53361, -100.44139. Según la Oficina del Censo, tiene una superficie de 1.58 km², correspondientes en su totalidad a tierra firme.

## Demografía
Según el censo de 2020, en ese momento había 87 personas residiendo en la localidad. La densidad de población era de 55 hab./km². El 94.25% de los habitantes eran blancos, el 1.15% era afroamericano, el 1.15% era de otra raza y el 3.45% eran de una mezcla de razas. Del total de la población, el 4.69% eran hispanos o latinos de cualquier raza.